# Жизнь прекрасна (телепередача)
«Жизнь прекра́сна» (бывшее название — «Пе́сни XX ве́ка») — российское музыкальное ток-шоу. На момент закрытия его вели Михаил Швыдкой, Елена Перова и Левон Оганезов.

## История
Идея шоу, в котором современные исполнители исполняли бы песни прошлых лет, возникла у Левона Оганезова в сентябре 2003 года на праздничном вечере Владимира Спивакова в Центральном доме литераторов:
Когда я работал с Кобзоном, мы сделали несколько русских песен для выступления за границей, это были те самые песни-ретро. И когда мы вернулись из поездки, Иосиф, как человек, любящий этот жанр, сказал: «Давай сделаем целиком программу романсов, фокстротов и танго», и мы её сделали. Мы тогда «откопали» много материала, и я подумал, почему такая хорошая музыка пропадает? Ведь из этих песен, как мозаика, складывается вся наша история, наша жизнь. И хочешь — не хочешь, пока это делаешь, аранжируешь, ты начинаешь любить эти песни, искать для них собственные, особые алгоритмы, ритмы. Как говорится: сперва женился, потом полюбил — это тот самый случай. У меня скопился огромный багаж этой прекрасной музыки, песен, который искал применения. Так родилась мысль создать передачу.
Впоследствии Михаил Швыдкой предложил данную идею руководителям ВГТРК Олегу Добродееву и Антону Златопольскому. Они дали разрешение на съёмки передачи, но при условии, что они будут проходить в большом зале, а не в маленьком помещении.
Первоначально программа шла на телеканале «Россия» по воскресеньям вечером под названием «Песни XX века». В качестве производителя была выбрана телекомпания «Игра-ТВ». Вместе с Михаилом Швыдким и Левоном Оганезовым её вела актриса Театра сатиры Светлана Антонова. В апреле 2004 года, после того, как она ушла в декретный отпуск, её заменила Тутта Ларсен, ви-джей «MTV Россия».
В «Песнях XX века» был более «академичный» подход к выбору и исполнению звучавших в ней произведений. Как правило, это были песни знаковые, ставшими своеобразными символами эпохи, в которую они стали известны. Исполнение каждой песни предварял небольшой экскурс в историю её создания, рассказ об авторах и первых исполнителях, о событиях, происходивших в стране и мире в то время, когда она была популярна. В конце песню-победителя называл один из зрителей в зале, чьё место определял лототрон.
23 мая 2004 года вышел последний выпуск программы на телеканале «Россия». Руководство телеканала объяснило закрытие тем, что формат музыкального ток-шоу не вписывается в концепцию телеканала, базирующегося на крупных эстрадных проектах. Чуть позже передачей заинтересовались топ-менеджеры развлекательного канала СТС — генеральный директор Александр Роднянский и генеральный продюсер Александр Цекало.
С 7 ноября 2004 по 2 августа 2008 года передача выходила на СТС под новым названием «Жизнь прекрасна», став более развлекательной (чтобы стать ближе аудитории телеканала): для совместного музицирования создатели передачи стали выбирать песни, не только оставившие след в истории, но и просто популярные, любимые народом. Из-за беременности Тутты Ларсен и её занятости в других проектах место ведущей в программе заняла бывшая участница трио «Лицей» Елена Перова. Первый выпуск передачи на СТС прошёл в воскресенье в 17:30 с достаточно низкой долей аудитории — 3,5 % среди россиян (в то время как средняя доля аудитории телеканала на тот момент составляла 9,2 %), из-за чего программу перенесли на более раннее время. Благодаря такому программному решению проект смог увеличить долю аудитории в три раза и войти в десятку самых рейтинговых музыкальных передач.
С 31 августа 2008 по 15 мая 2010 года программа выходила на телеканале «Домашний».
О закрытии программы 9 августа 2010 года сообщил Левон Оганезов в интервью журналу «Огонёк».

## Награды
- 2005 год: Наталия Плуталова и Георгий Лазарев — обладатели «ТЭФИ-2005» в номинации «Звукорежиссёр»[16], также программа была финалистом конкурса в номинации «Музыкальная программа»[17].
- 2007 год: ток-шоу «Жизнь прекрасна» — финалист конкурса «ТЭФИ-2007» в номинации «Музыкальная программа»[18].
- 2008 год: Михаил Швыдкой и Елена Перова — обладатели премии «ТЭФИ-2008» в номинации «Ведущий ток-шоу»[19], а само ток-шоу стало финалистом в номинации «Музыкальная программа»[20].

### Комментарии
1. ↑  Музыкальная программа с таким же названием выходила на Муз-ТВ в 1999—2002 годах.